# Горохоподібна кістка
Горохоподібна кістка (лат. os pisiforme) — одна з кісток зап'ястка, належить до проксимального ряду. Це сесамоподібна кістка, має яйцеподібну форму, лежить у товщі сухожилля ліктьового згинача зап'ястка. На тильній, задній, стороні є невелика плоска суглобова поверхня, за допомогою якої вона з'єднується з тригранною кісткою.